# Янс, Беат
Беат Янс (нем. Beat Jans; род. 12 июля 1964, Базель, Швейцария) — швейцарский политический и государственный деятель, член Социал-демократической партии, учёный-эколог. С 1 января 2024 года — член Федерального совета Швейцарии и министр полиции и юстиции.

## Карьера
Беат Янс родился в Базеле, закончил в Цюрихе Швейцарскую высшую техническую школу по фермерскому хозяйству. В течение десяти лет он проработал руководителем отдела и членом руководящего состава в Швейцарской ассоциации охраны природы в Базеле. Несколько лет преподавал в Базельском университете.
С 1998 года Янс член Социал-демократической партии Швейцарии. Через два года он возглавил отделение партии в своём кантоне Базель-Штадт, который возглавлял до 2005 года. При этом продолжал работать в различных экологических организациях. С 2015 по 2020 годы был заместителем лидера партии.
Летом 2023 года, после проведения референдумов, действующий президент Швейцарии Ален Берсе заявил, что этот год станет его последним в Федеральном совете, он доработает свой срок до 31 декабря. Беат Янс выдвинул осенью свою кандидатуру в Федеральный совет страны. 13 декабря 2023 года Федеральное собрание избрало новый Федеральный совет страны на следующий год, в который вошёл Беат Янс, выиграв выборы в третьем туре. В Федеральном совете он возглавил департамент юстиции и полиции.

## Семья
Женат и имеет двух дочерей. Проживает в Базеле. Его супруга и дети имеют второе гражданство США.